# غابي باريت
غابي باريت هي مغنية كانتري أمريكية ولدت في 5 مارس 2000.